# Оснащення Повітряних сил Канади

## Літаки
| Літак                                 | Країна-виробник          | Тип                                                                 | Роки виробництва         | Канадське позначення     | Одиниць в експлуатації   | Примітки |
| Багатоцільові винищувачі              | Багатоцільові винищувачі | Багатоцільові винищувачі                                            | Багатоцільові винищувачі | Багатоцільові винищувачі | Багатоцільові винищувачі | Багатоцільові винищувачі |
| ------------------------------------- | ------------------------ | ------------------------------------------------------------------- | ------------------------ | ------------------------ | ------------------------ | --- |
| McDonnell Douglas CF-18 Hornet        | Канада США               | Винищувач винищувач/бомбардувальник навчально-бойовий винищувач     | 1982-1988                | CF-188ACF-188B           | 6025                     | Всього закуплено 138 літаків: 98 CF-18A та 40 CF-18B, із них 18 втрачено під час експлуатації. В 2001—2010 79 CF-18 пройшли дві фази модернізації з метою покращення бойових характеристик. Модернізовані літаки позначаються CF-18AM/BM (одномісні та двомісні відповідно) і будуть залишатися на службі до 2020 року. |
| Навчальні літаки                      |                          |                                                                     |                          |                          |                          | |
| Beechcraft T-6 Texan II               | США                      | Навчально-тренувальний літак                                        | 2000 2002                | CT-156                   | 25                       | Всього закуплено 26 літаків двома партіями в 2000 та 2002 роках. Один із них отримав серйозні пошкодження під час аварії і був списаний. |
| BAE Systems Hawk                      | Велика Британія          | Навчально-тренувальний літак для поглибленої підготовки             | 2000 2004                | CT-155                   | 20                       | Спочатку канадський уряд замовив 20 літаків, але два із них розбилися під час тренувальних польотів. Для компенсації втрат Канада в 2004 році додатково придбала два CT-155. |
| Bombardier Dash 8                     | Канада                   | Літак повітряної навігації і тактичної підготовки                   | 1987 1989-1990           | CT-142                   | 4                        | |
| Демонстраційні літаки                 |                          |                                                                     |                          |                          |                          | |
| Canadair CL-41 Tutor                  | Канада                   | Літак для показових виступів                                        | 1962—1966                | CT-114                   | 25                       | До 2000 року експлуатувався як навчально-тренувальний літак. Після прийняття на озброєння CT-155 та CT-156, залишився тільки в пілотажній групі "Сірі юнки", де використовується як літак для показових польотів. Згідно з планами військово-повітряних сил CT-114 будуть експлуатуватися до 2020 року.                 |
| Транспортні літаки                    |                          |                                                                     |                          |                          |                          | |
| Airbus A310                           | Франція                  | Стратегічний транспортний літак Повітряний танкер                   | 1992-1993                | CC-150CC-150 MRTT        | 32                       | Куплені в авіакомпанії Canadian Airlines, вже після придбання два A310 були конвертовані в повітряні танкери для дозаправки літаків під час польоту. |
| Boeing C-17 Globemaster III           | США                      | Стратегічний військово-транспортний літак                           | 2007-2008                | CC-177                   | 4                        | |
| Bombardier Challenger 600             | Канада                   | Допоміжний транспортний літак / VIP транспорт                       | 1982-1985 2002           | CC-144                   | 6                        | |
| de Havilland Canada DHC-6 Twin Otter  | Канада                   | Допоміжний транспортний літак / пошуково-рятувальний літак          | 1970-ті                  | CC-138                   | 4                        | |
| Lockheed C-130 Hercules               | США                      | Тактичний військово-транспортний літак / пошуково-рятувальний літак | 1964-1997                | CC-130HCC-130H-30CC-130T | 625                      | Всього закуплено 30 літаків, 9 із них втрачені під час експлуатації. В 2010-12 роках C-130Е були замінені на нові C-130J Super Hercules. В той же час літаки модифікації «Н» будуть експлуатуватися до 2017 року. |
| Lockheed Martin C-130J Super Hercules | США                      | Тактичний військово-транспортний літак                              | 2010-2012                | CC-130J-30               | 17                       | |
| Пошуково-рятувальні літаки            |                          |                                                                     |                          |                          |                          | |
| de Havilland Canada DHC-5 Buffalo     | Канада                   | Пошуково-рятувальний літак                                          | 1967                     | CC-115                   | 6                        | Планується замінити на CASA C-295 або Alenia C-27J Spartan |
| Морські патрульні літаки              |                          |                                                                     |                          |                          |                          | |
| Lockheed CP-140 Aurora                | США                      | Морський патрульний/протичовновий літак                             | Поч. 1980-х              | CP-140                   | 18                       | Планується замінити на Boeing P-8 Poseidon або Raytheon Sentinel. |
| Lockheed CP-140A Arcturus             | США                      | Морський патрульний/пошуково-рятувальний літак                      | 1991                     | CP-140A                  | 1                        | Використовується тільки для підготовки особового складу 14-го авіакрила Greenwood. |

## Вертольоти
| Вертоліт                         | Країна-виробник                | Тип                              | Роки випуску                   | Канадське позначення           | Одиниць в експлуатації         | Примітки |
| Пошуково-рятувальні вертольоти   | Пошуково-рятувальні вертольоти | Пошуково-рятувальні вертольоти   | Пошуково-рятувальні вертольоти | Пошуково-рятувальні вертольоти | Пошуково-рятувальні вертольоти | Пошуково-рятувальні вертольоти |
| -------------------------------- | ------------------------------ | -------------------------------- | ------------------------------ | ------------------------------ | ------------------------------ | --- |
| AgustaWestland AW101             | Італія Канада                  | Пошуково-рятувальний вертоліт    | 2000                           | CH-149                         | 14                             | Спочатку планувалося закупити 50 вертольотів, але пізніше замовлення було зменшене до 15. В 2011 році США продали Канаді 9 VH-71 Kestrel (створений на базі AW101), які були розібрані на запчастини для CH-149. За час експлуатації розбився один вертоліт. |
| Транспортні вертольоти           |                                |                                  |                                |                                |                                | |
| Boeing CH-47 Chinook             | США                            | Транспортний вертоліт            | 20082013—14                    | CH-147                         | 16                             | В 2008 році придбано 6 CH-47D, які вже з січня 2009-го почали застосовуватися в Афганістані. В тому ж році Канада вирішила закупити ще 15 CH-47F, перший вертоліт був переданий замовнику в червні 2013 р.                                                   |
| Bell CH-146 Griffon              | Канада                         | Багатоцільовий вертоліт          | 1992—1997                      | CH-146                         | 98                             | RCAF отримали 100 CH-146, із них 85 використовуються як транспортні вертольоти, а 15 — як пошуково-рятувальні. 8 «Грифонів» отримали озброєння для супроводу CH-147 під час операцій в Афганістані.                                                          |
| Навчально-тренувальні вертольоти |                                |                                  |                                |                                |                                | |
| Bell 206                         | США                            | Навчально-тренувальний вертоліт  | 1982                           | CH-139                         | 1                              | |
| Морські вертольоти               |                                |                                  |                                |                                |                                | |
| Sikorsky SH-3 Sea King           | США Канада                     | багатоцільовий морський вертоліт | Середина 1960-х                | CH-124                         | 27                             | Всього Канада закупила 41 вертоліт, після півстолітньої експлуатації його планується замінити на Sikorsky CH-148 Cyclone. |

## Безпілотні літальні апарати
| БПЛА                    | Країна-виробник | Тип                                 | Роки виробництва | Канадське позначення           | Одиниць в експлуатації | Примітки |
| ----------------------- | --------------- | ----------------------------------- | ---------------- | ------------------------------ | ---------------------- | --- |
| Maveric UAS             | США             | Мініатюрний БПЛА                    | 2010             | Prioria Embedded Intelligence  | 5                      | Загальна вартість придбання п'яти БПЛА, які використовуються в інтересах сухопутних військ, складає $2.9 млн. |
| Boeing Insitu ScanEagle | США             | Мініатюрний БПЛА                    | 2008             | Boeing ScanEagle               | 1                      | Взятий в лізинг для заміни CU-161, активно використовувався в Афганістані.                                    |
| IAI Heron               | Ізраїль         | Розвідувальний БПЛА                 | 2008-2011        | CU-170 Heron                   | 3                      | Взяті в оренду для використання в Афганістані.                                                                |
| ALIX                    | Канада          | Мініатюрний БПЛА                    | н/д              | Silver Fox                     | н/д                    | |
| MMIST                   | Канада          | БПЛА наведення і підсвічування цілі | н/д              | Joint precision airdrop system | н/д                    | Контракт на закупку БПЛА загальною вартістю 3,4 млн був підписаний в 2009 році.                               |
| MMIST                   | Канада          | Транспортний БПЛА                   | н/д              | CQ-10 Snowgoose                | н/д                    | |
| BTE Super Hauler        | США             | Мініатюрний БПЛА                    | 2012-13          | CU-171 Super Hauler            | 2                      | Використовується в навчальних цілях.                                                                          |

## Озброєння
| Виробник                            | Країна походження | Зброя              | Тип                                                                                                   | Експлуатація | Примітки                                                                           |
| ----------------------------------- | ----------------- | ------------------ | --- | ------------ | ---------------------------------------------------------------------------------- |
| Lockheed Martin                     | США               | GBU-10 Paveway II  | 2000-фунтова (907 кг) авіаційна бомба з лазерним наведенням                                           | 1980-ті      | Використовується CF-18                                                             |
| Lockheed Martin                     | США               | GBU-12 Paveway II  | 510-фунтова (230 кг) авіаційна бомба з лазерним наведенням                                            | 1980-ті      | Використовується CF-18                                                             |
| Lockheed Martin                     | США               | GBU-16 Paveway II  | 1000-фунтова (454 кг) авіаційна бомба з лазерним наведенням                                           | 1980-ті      | Використовується CF-18                                                             |
| Lockheed Martin                     | США               | GBU-24 Paveway III | 2000-фунтова (907 кг) авіаційна бомба з лазерним наведенням                                           | 1980-ті      | Використовується CF-18                                                             |
| General Dynamics                    | США               | Mark 82            | Вільнопадаюча 500-фунтова (227 кг) авіаційна бомба                                                    | 1990-ті      | Використовується CF-18                                                             |
| General Dynamics                    | США               | Mark 83            | Вільнопадаюча 1000-фунтова (454 кг) авіаційна бомба                                                   | 1980-ті      | Використовується CF-18                                                             |
| General Dynamics                    | США               | Mark 84            | Вільнопадаюча 2000-фунтова (907 кг) авіаційна бомба                                                   | 1980-ті      | Використовується CF-18                                                             |
| Boeing                              | США               | JDAM               | Всепогодня корегована авіаційна бомба                                                                 | 2011         | Використовується CF-18                                                             |
| Raytheon/Hughes Aircraft            | США               | AGM-65G Maverick   | Ракета "повітря — поверхня"                                                                           | 1980-ті      | Використовується CF-18                                                             |
| Bristol Aerospace                   | Канада            | CRV7               | 70-мм реактивний снаряд                                                                               | 1980-ті      | Використовується CF-18                                                             |
| Douglas Aircraft Company            | США               | AIM-7 Sparrow      | Ракета "повітря — повітря" середньої дальності з напівактивною радіолокаційною системою самонаведення | 1980-ті      | Використовується CF-18                                                             |
| Raytheon/Hughes Aircraft            | США               | AIM-120 AMRAAM     | Ракета «повітря — повітря» середньої дальності з активною радіолокаційною системою самонаведення      | 2000-ні      | Використовується CF-18                                                             |
| Raytheon/Ford Aerospace/Loral Corp. | США               | AIM-9 Sidewinder   | Ракета «повітря — повітря» малої дальності з інфрачервоною системою самонаведення                     | 1980-ті      | Використовується CF-18                                                             |
| General Dynamics/General Electric   | США               | M61 Vulcan         | 20-ти міліметрова автоматична авіаційна гармата                                                       | 1980-ті      | Використовується CF-18                                                             |
| Alliant Techsystems                 | США               | Mark 46            | Легка торпеда авіаційного та корабельного базування                                                   | 1980-ті      | Використовується CP-140 Aurora та CH-124 Sea King                                  |
| FN Herstal                          | Бельгія           | C6 GPMG            | 7,62-мм кулемет                                                                                       | 1980-ті      | Використовується CH-124 Sea King, CH-146 Griffon, CH-147 Chinook та CH-148 Cyclone |